# Hoeve Monnikhof

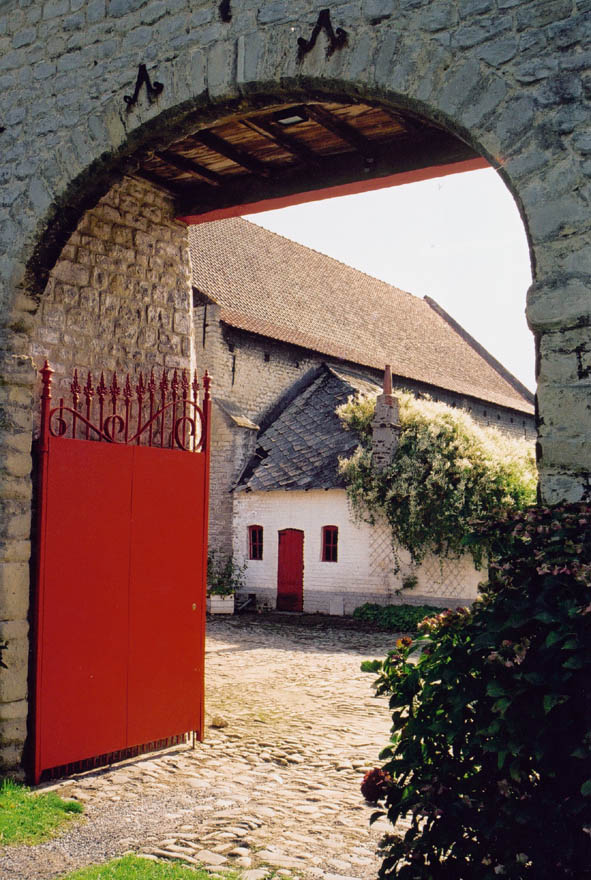
Hoeve Monnikhof

De Hoeve Monnikhof is een vierkantshoeve in de tot de Vlaams-Brabantse gemeente Vilvoorde behorende plaats Houtem, gelegen aan de Haesendonckstraat 62.

## Geschiedenis
De geschiedenis van de hoeve gaat terug tot de 13e eeuw toen hij door de Abdij van Ter Kameren werd opgericht als grangia nova. Deze hoeve bestond voornamelijk uit hout en leem en zou in 1720 in steen zijn herbouwd.

## Gebouw
De hoeve was oorspronkelijk omgracht. Een deel van de omgrachting is bewaard gebleven. De hoeve is in zandsteen opgetrokken. Aan de noordzijde bevindt zich het poortgebouw dat mogelijk uit 1744. De westvleugel, van 1720, omvat het woonhuis. De stal tussen woonhuis en poort is van iets voor 1850. Ook de zuidvleugel bestaat uit stallen en de oostvleugel omvat een langsschuur. In de noordoosthoek vindt men een varkensstal en een wagenhuis, van kort voor 1888. Verder is er een vrijstaand bakhuis.